# 八十二烈士墓
八十二烈士墓，位于江苏省淮安市淮阴区刘老庄，是中华人民共和国江苏省文物保护单位之一。此烈士墓纪念在刘老庄战斗中全军覆没的新四军。
1982年3月25日，授予江苏省文物保护单位，是一座近现代历史遗迹及革命纪念建筑物。